# City Streets
City Streets (br: Ruas da Cidade) é um filme estadunidense de 1931, do gênero drama noir, dirigido por Rouben Mamoulian. O roteiro, que envolve dez assassinatos (nenhum deles explícito), é baseado no único texto de Dashiell Hammett escrito especificamente para o cinema. O êxito da produção proporcionou estrelato instantâneo a Sylvia Sidney, que substituiu Clara Bow, a essa altura às voltas com diversos escândalos. Dignos de nota ainda são a direção inovadora de Mamoulian e o estupendo trabalho do cinegrafista Lee Garmes.

## Sinopse
Nan, filha do escroque Pop Cooley, namora The Kid, que trabalha em um parque de diversões. Ela deseja que ele se junte à quadrilha de seu pai para, assim, juntar bastante dinheiro e poder casar-se com ela. Tudo inútil: The Kid não tem grandes ambições na vida.
Certo dia, porém, ela infantilmente aceita ficar com a arma com que Pop matara um rival, e acaba presa e condenada. Pop vai atrás de The Kid  e por fim o convence a juntar-se a seu bando. Quando finalmente é libertada, após cumprir sua pena, Nan já mudara de ideia e agora quer que The Kid deixe o mundo do crime, mas ele se recusa. Várias mortes depois, The Kid proclama-se chefe da quadrilha e foge com Nan, mas é perseguido por três bandidos.

## Elenco
| Ator/Atriz           | Personagem |
| -------------------- | ---------- |
| Gary Cooper          | The Kid    |
| Sylvia Sidney        | Nan Cooley |
| Paul Lukas           | Maskal     |
| William 'Stage' Boyd | McCoy      |
| Guy Kibbee           | Pop Cooley |
| Wynne Gibson         | Agnes      |
| Stanley Fields       | Blackie    |
| Betty Sinclair       | Pansy      |

- William 'Stage' Boyd e William Boyd são atores diferentes.

## Principais prêmios e indicações
| Prêmio                          | Categoria(s) Indicada(s) | Categoria(s) Premiada(s) |
| ------------------------------- | ------------------------ | ------------------------ |
| National Board of Review (1931) | ---                      | Melhor Filme             |